# Genoveva Ruiz Calavera
Genoveva Ruiz Calavera (* 1962 in Madrid) ist eine spanische hohe EU-Beamtin und leitet seit April 2021 als Generaldirektorin die Generaldirektion Dolmetschen der Europäischen Union.
Nach dem Schulbesuch absolvierte sie ein Senior Year an der Marlborough School in Los Angeles. Sie studierte dann englische Philologie an der Madrider Universität Complutense mit Abschluss 1987. Zusätzlich erlangte sie 1994 einen Master in Public Management an der Brüsseler Solvay Management School. 
Sie trat 1992 in den Dienst der Europäischen Union, zunächst in der Generaldirektion Steuern und Zollunion (TAXUD). In den Jahren 1999/2000 war sie für ein halbes Jahr im Kosovo im Rahmen der EU-Task Force für den dortigen Wiederaufbau. Anschließend war sie für die damalige Generaldirektion für Außenbeziehungen (GD RELEX) bis 2006 zunächst stellvertretende Leiterin der Abteilung Bundesrepublik Jugoslawien. Sie leitete danach die Abteilung für Angelegenheiten des Kosovo (bis 2008) und anschließend bis 2011 die Abteilung für Krisenreaktion und Friedensförderung. Danach übernahm sie weitere Leitungsfunktionen im Dienst für Außenpolitische Instrumente (FPI). Von 2016 bis 2021 amtierte sie als Direktorin für die Region Westbalkan in der Generaldirektion Nachbarschaftspolitik und Erweiterungsverhandlungen (NEAR).